# Liste der Bodendenkmäler in Langquaid
ǎǎAuf dieser Seite sind die Bodendenkmäler in dem niederbayerischen Markt Langquaid zusammengestellt. Diese Tabelle ist eine Teilliste der Liste der Bodendenkmäler in Bayern. Grundlage ist die Bayerische Denkmalliste, die auf Basis des Bayerischen Denkmalschutzgesetzes vom 1. Oktober 1973 erstmals erstellt wurde und seither durch das Bayerische Landesamt für Denkmalpflege geführt wird. Die folgenden Angaben ersetzen nicht die rechtsverbindliche Auskunft der Denkmalschutzbehörde.

## Bodendenkmäler in Langquaid
| Lage                              | Objekt | Akten-Nr.     | Bild |
| --------------------------------- | --- | ------------- | ---- |
| Langquaid (Standort)              | Grabhügel vorgeschichtlicher Zeitstellung. | D-2-7137-0127 |      |
| Langquaid (Standort)              | Siedlung vor- und frühgeschichtlicher Zeitstellung. | D-2-7138-0054 |      |
| Langquaid (Standort)              | Grabhügel der Bronzezeit. | D-2-7138-0062 |      |
| Langquaid (Standort)              | Grabhügel der Bronzezeit. | D-2-7138-0063 |      |
| Langquaid (Standort)              | Grabhügel vorgeschichtlicher Zeitstellung. | D-2-7138-0064 |      |
| Langquaid (Standort)              | Frühmittelalterlicher Ringwall. | D-2-7138-0065 |      |
| Langquaid (Standort)              | Siedlung der späten Hallstatt- bis frühen Latènezeit und des Mittelalters. | D-2-7138-0066 |      |
| Langquaid (Standort)              | Siedlung der Linearbandkeramik, der frühen Bronzezeit, der Urnenfelder- und Hallstattzeit. | D-2-7138-0067 |      |
| Langquaid (Standort)              | Siedlung der Münchshöfener Kultur, der späten Bronze- und der Urnenfelderzeit. | D-2-7138-0068 |      |
| Langquaid (Standort)              | Siedlung vor- und frühgeschichtlicher Zeitstellung. | D-2-7138-0069 |      |
| Langquaid (Standort)              | Siedlung vor- und frühgeschichtlicher Zeitstellung. | D-2-7138-0070 |      |
| Langquaid (Standort)              | Verebnete Grabhügel vorgeschichtlicher Zeitstellung. | D-2-7138-0071 |      |
| Langquaid (Standort)              | Siedlung des Neolithikums, der Bronze- und Urnenfelderzeit sowie der späten Latènezeit, Eisenverhüttungsplatz des Mittelalters. | D-2-7138-0072 |      |
| Langquaid (Standort)              | Eisenverhüttungsplatz vor- und frühgeschichtlicher Zeitstellung. | D-2-7138-0076 |      |
| Langquaid (Standort)              | Verebnete Grabhügel vorgeschichtlicher Zeitstellung. | D-2-7138-0079 |      |
| Langquaid (Standort)              | Grabhügel vorgeschichtlicher Zeitstellung. | D-2-7138-0080 |      |
| Langquaid (Standort)              | Grabhügel vorgeschichtlicher Zeitstellung. | D-2-7138-0081 |      |
| Langquaid (Standort)              | Grabhügel vorgeschichtlicher Zeitstellung. | D-2-7138-0082 |      |
| Langquaid (Standort)              | Mittelalterlicher Burgstall Schloss Gitting. | D-2-7138-0083 |      |
| Langquaid (Standort)              | Grabhügel vorgeschichtlicher Zeitstellung. | D-2-7138-0084 |      |
| Langquaid (Standort)              | Viereckschanze der späten Latènezeit. | D-2-7138-0085 |      |
| Langquaid (Standort)              | Viereckschanze der späten Latènezeit. | D-2-7138-0086 |      |
| Langquaid (Standort)              | Rechteckiges Erdwerk mit Wall und Graben vor- und frühgeschichtlicher bzw. mittelalterlicher Zeitstellung. | D-2-7138-0087 |      |
| Langquaid (Standort)              | Viereckiges Erdwerk mit Wall und Graben vor- und frühgeschichtlicher bzw. mittelalterlicher Zeitstellung. | D-2-7138-0088 |      |
| Langquaid (Standort)              | Brandgräber der jüngeren Urnenfelderzeit. | D-2-7138-0090 |      |
| Langquaid (Standort)              | Siedlung der Altheimer Gruppe, der Bronze-, Hallstatt- und Latènezeit. | D-2-7138-0091 |      |
| Langquaid (Standort)              | Siedlung des Neolithikums, u. a. der Altheimer Gruppe. | D-2-7138-0093 |      |
| Langquaid (Standort)              | Eisenverhüttungsplatz vor- und frühgeschichtlicher Zeitstellung. | D-2-7138-0094 |      |
| Langquaid (Standort)              | Eisenverhüttungsplatz vor- und frühgeschichtlicher Zeitstellung. | D-2-7138-0095 |      |
| Langquaid (Standort)              | Eisenverhüttungsplatz vor- und frühgeschichtlicher Zeitstellung. | D-2-7138-0096 |      |
| Langquaid (Standort)              | Verebnetes viereckiges Grabenwerk vor- und frühgeschichtlicher Zeitstellung (Viereckschanze der späten Latènezeit). | D-2-7138-0097 |      |
| Langquaid (Standort)              | Verebnete Grabhügel vorgeschichtlicher Zeitstellung. | D-2-7138-0098 |      |
| Langquaid (Standort)              | Verebnete Grabhügel vorgeschichtlicher Zeitstellung. | D-2-7138-0099 |      |
| Langquaid (Standort)              | Siedlung vor- und frühgeschichtlicher Zeitstellung. | D-2-7138-0100 |      |
| Langquaid (Standort)              | Siedlung vor- und frühgeschichtlicher Zeitstellung. | D-2-7138-0101 |      |
| Langquaid (Standort)              | Verebnete Grabhügel vorgeschichtlicher Zeitstellung. | D-2-7138-0102 |      |
| Langquaid (Standort)              | Verebnete Grabhügel vorgeschichtlicher Zeitstellung. | D-2-7138-0103 |      |
| Langquaid (Standort)              | Verebnete Grabhügel vorgeschichtlicher Zeitstellung. | D-2-7138-0104 |      |
| Langquaid (Standort)              | Siedlung und verebneter Graben vor- und frühgeschichtlicher Zeitstellung. | D-2-7138-0105 |      |
| Langquaid (Standort)              | Siedlung vor- und frühgeschichtlicher Zeitstellung. | D-2-7138-0106 |      |
| Langquaid (Standort)              | Siedlung vor- und frühgeschichtlicher Zeitstellung. | D-2-7138-0107 |      |
| Langquaid (Standort)              | Siedlung vor- und frühgeschichtlicher Zeitstellung. | D-2-7138-0108 |      |
| Langquaid (Standort)              | Verebnete Grabhügel vorgeschichtlicher Zeitstellung. | D-2-7138-0109 |      |
| Langquaid (Standort)              | Siedlung vor- und frühgeschichtlicher Zeitstellung. | D-2-7138-0110 |      |
| Langquaid (Standort)              | Verebnetes Grabenwerk vor- und frühgeschichtlicher Zeitstellung. | D-2-7138-0111 |      |
| Langquaid (Standort)              | Siedlung vor- und frühgeschichtlicher Zeitstellung. | D-2-7138-0112 |      |
| Langquaid (Standort)              | Grabhügel vorgeschichtlicher Zeitstellung. | D-2-7138-0113 |      |
| Langquaid (Standort)              | Siedlung der späten Latènezeit. | D-2-7138-0114 |      |
| Langquaid (Standort)              | Siedlung vorgeschichtlicher und neolithischer Zeitstellung, u. a. der Linearbandkeramik, sowie der Bronze- und Urnenfelderzeit. | D-2-7138-0115 |      |
| Langquaid (Standort)              | Siedlung vor- und frühgeschichtlicher Zeitstellung. | D-2-7138-0116 |      |
| Langquaid (Standort)              | Verebnetes viereckiges Grabenwerk vor- und frühgeschichtlicher Zeitstellung (Viereckschanze der späten Latènezeit). | D-2-7138-0117 |      |
| Langquaid (Standort)              | Siedlung vor- und frühgeschichtlicher Zeitstellung. | D-2-7138-0118 |      |
| Langquaid (Standort)              | Siedlung vor- und frühgeschichtlicher Zeitstellung. | D-2-7138-0119 |      |
| Langquaid (Standort)              | Verebnete Grabhügel vorgeschichtlicher Zeitstellung. | D-2-7138-0120 |      |
| Langquaid (Standort)              | Verebnete Grabhügel vorgeschichtlicher Zeitstellung sowie verebnetes viereckiges Grabenwerk vor- und frühgeschichtlicher Zeitstellung (Viereckschanze der späten Latènezeit).                                                                                     | D-2-7138-0121 |      |
| Langquaid (Standort)              | Verebnetes Grabenwerk vor- und frühgeschichtlicher Zeitstellung. | D-2-7138-0122 |      |
| Langquaid (Standort)              | Siedlung vor- und frühgeschichtlicher Zeitstellung. | D-2-7138-0123 |      |
| Langquaid (Standort)              | Mittelalterlicher Erdstall. | D-2-7138-0124 |      |
| Langquaid (Standort)              | Verebnetes viereckiges Grabenwerk vor- und frühgeschichtlicher Zeitstellung (Viereckschanze der späten Latènezeit). | D-2-7138-0125 |      |
| Langquaid (Standort)              | Verebnete Grabhügel vorgeschichtlicher Zeitstellung. | D-2-7138-0126 |      |
| Langquaid (Standort)              | Siedlung vor- und frühgeschichtlicher Zeitstellung. | D-2-7138-0127 |      |
| Langquaid (Standort)              | Verebnete Grabhügel vorgeschichtlicher Zeitstellung. | D-2-7138-0128 |      |
| Langquaid (Standort)              | Verebnete Grabhügel vorgeschichtlicher Zeitstellung. | D-2-7138-0129 |      |
| Langquaid (Standort)              | Verebnetes Grabenwerk mit zwei Gräben vor- und frühgeschichtlicher Zeitstellung. | D-2-7138-0159 |      |
| Langquaid (Standort)              | Siedlung des Neolithikums und der späten Bronzezeit. | D-2-7138-0173 |      |
| Langquaid (Standort)              | Untertägige mittelalterliche und frühneuzeitliche Befunde im Bereich der ehem. Wallfahrtskirche St. Ottilia in Hellring, darunter die Spuren von Vorgängerbauten bzw. älteren Bauphasen.                                                                          | D-2-7138-0175 |      |
| Langquaid (Standort)              | Untertägige mittelalterliche und frühneuzeitliche Befunde im Bereich der katholischen Pfarrkirche St. Jakobus d. Ä. in Langquaid, darunter die Spuren von Vorgängerbauten bzw. älteren Bauphasen sowie der aufgelassene historische Ortsfriedhof.                 | D-2-7138-0179 |      |
| Langquaid (Standort)              | Untertägige mittelalterliche und frühneuzeitliche Befunde im Bereich der katholischen Kirche St. Martin in Mitterschneidhart, darunter die Spuren von Vorgängerbauten bzw. älteren Bauphasen.                                                                     | D-2-7138-0210 |      |
| Langquaid (Standort)              | Untertägige mittelalterliche und frühneuzeitliche Befunde im Bereich des Augustinerchorherrenstifts und der katholischen Pfarrkirche und Augustinerchorherren-Stiftskirche St. Michael in Paring, darunter die Spuren von Vorgängerbauten bzw. älteren Bauphasen. | D-2-7138-0219 |      |
| Langquaid (Standort)              | Untertägige mittelalterliche und frühneuzeitliche Befunde im Bereich der katholischen Kirche St. Stephan in Oberleierndorf, darunter die Spuren von Vorgängerbauten bzw. älteren Bauphasen.                                                                       | D-2-7138-0221 |      |
| Langquaid (Standort)              | Untertägige mittelalterliche und frühneuzeitliche Befunde im Bereich der katholischen Wallfahrtskirche Mariä Himmelfahrt in Niederleierndorf, darunter die Spuren von Vorgängerbauten bzw. älteren Bauphasen.                                                     | D-2-7138-0223 |      |
| Langquaid (Standort)              | Untertägige frühneuzeitliche Befunde im Bereich der katholischen Kapelle St. Coloman bei Leitenhausen, darunter die Spuren von Vorgängerbauten bzw. älteren Bauphasen.                                                                                            | D-2-7138-0225 |      |
| Langquaid (Standort)              | Untertägige frühneuzeitliche Befunde im Bereich der Marienkapelle bei Langquaid. | D-2-7138-0228 |      |
| Langquaid (Standort)              | Siedlung vor- und frühgeschichtlicher Zeitstellung. | D-2-7138-0232 |      |
| Langquaid (Standort)              | Grabhügel vorgeschichtlicher Zeitstellung. | D-2-7138-0234 |      |
| Langquaid (Standort)              | Grabhügel vorgeschichtlicher Zeitstellung. | D-2-7138-0235 |      |
| Langquaid (Standort)              | Untertägige mittelalterliche und frühneuzeitliche Befunde im Bereich des ehemaligen Schlosses in Adlhausen, zuvor mittelalterliche Niederungsburg. | D-2-7238-0013 |      |
| Langquaid (Standort)              | Siedlung der Linearbandkeramik, der Bronze-, Urnenfelder- und frühen Latènezeit. | D-2-7238-0015 |      |
| Langquaid (Standort)              | Siedlung des Neolithikums und der Bronzezeit. | D-2-7238-0018 |      |
| Langquaid (Standort)              | Siedlung des Neolithikums und der Bronzezeit. | D-2-7238-0019 |      |
| Langquaid (Standort)              | Siedlung des Neolithikums. | D-2-7238-0020 |      |
| Langquaid (Standort)              | Verebnete Grabhügel vorgeschichtlicher Zeitstellung. | D-2-7238-0021 |      |
| Langquaid (Standort)              | Siedlung und verebnetes Grabenwerk vor- und frühgeschichtlicher Zeitstellung. | D-2-7238-0022 |      |
| Langquaid (Standort)              | Siedlung vor- und frühgeschichtlicher Zeitstellung und verebneter vorgeschichtlicher Grabhügel mit Kreisgraben. | D-2-7238-0023 |      |
| Langquaid (Standort)              | Siedlung vor- und frühgeschichtlicher Zeitstellung. | D-2-7238-0024 |      |
| Langquaid (Standort)              | Siedlung vor- und frühgeschichtlicher Zeitstellung. | D-2-7238-0025 |      |
| Langquaid (Standort)              | Siedlung vor- und frühgeschichtlicher Zeitstellung. | D-2-7238-0026 |      |
| Langquaid (Standort)              | Siedlung vor- und frühgeschichtlicher Zeitstellung. | D-2-7238-0027 |      |
| Langquaid (Standort)              | Siedlung vor- und frühgeschichtlicher Zeitstellung. | D-2-7238-0028 |      |
| Langquaid (Standort)              | Verebnete Grabhügel vorgeschichtlicher Zeitstellung. | D-2-7238-0030 |      |
| Langquaid (Standort)              | Siedlung vor- und frühgeschichtlicher Zeitstellung. | D-2-7238-0031 |      |
| Langquaid (Standort)              | Siedlung vor- und frühgeschichtlicher Zeitstellung. | D-2-7238-0032 |      |
| Langquaid (Standort)              | Siedlung vor- und frühgeschichtlicher Zeitstellung. | D-2-7238-0033 |      |
| Langquaid (Standort)              | Verebnete Grabhügel vorgeschichtlicher Zeitstellung. | D-2-7238-0034 |      |
| Langquaid (Standort)              | Siedlung vor- und frühgeschichtlicher Zeitstellung. | D-2-7238-0035 |      |
| Langquaid (Standort)              | Bestattungsplatz vor- und frühgeschichtlicher bzw. frühmittelalterlicher Zeitstellung. | D-2-7238-0073 |      |
| Langquaid (Standort)              | Verebnetes Grabenwerk vor- und frühgeschichtlicher Zeitstellung. | D-2-7238-0158 |      |
| Langquaid (Standort)              | Untertägige mittelalterliche und frühneuzeitliche Befunde im Bereich der katholischen Kirche St. Wolfgang in Kitzenhofen, darunter die Spuren von Vorgängerbauten bzw. älteren Bauphasen.                                                                         | D-2-7238-0254 |      |
| Langquaid (Standort)              | Untertägige mittelalterliche und frühneuzeitliche Befunde im Bereich der katholischen Kirche St. Agatha in Leitenhausen, darunter die Spuren von Vorgängerbauten bzw. älteren Bauphasen.                                                                          | D-2-7238-0256 |      |
| Langquaid (Standort)              | Untertägige mittelalterliche und frühneuzeitliche Befunde im Bereich der katholischen Kirche Mariä Himmelfahrt in Adlhausen, darunter die Spuren von Vorgängerbauten bzw. älteren Bauphasen.                                                                      | D-2-7238-0257 |      |
| Schierling (Oberpfalz) (Standort) | Jungsteinzeitliche bis latènezeitliche Siedlung, vorgeschichtlicher Bestattungsplatz. | D-3-7138-0016 |      |